# NBA 2K7
NBA 2K7 est un jeu vidéo de basket-ball développé par Visual Concepts et édité par 2K Sports sorti en 2006.
Il est disponible en France depuis le 27 octobre 2006 sur PlayStation 3, Xbox 360, PlayStation 2 et PC.
C'est le huitième épisode de la franchise 2K et est le principal concurrent de NBA Live 07.